# Diplotaenia
Diplotaenia là chi thực vật có hoa trong họ Apiaceae.